# Roland Burrage Dixon
Roland Burrage Dixon (6 de novembre de 1875 – desembre de 1934) fou un antropòleg estatunidenc, nascut a Worcester, Massachusetts. El 1897 es va graduar a la Universitat Harvard, on va romandre com a assistent en antropologia i es llicencià en Filosofia. El 1900 hi va servir com a instructor i després de 1906 com a professor ajudant. Va ser vicepresident de l'Acadèmia Americana de les Arts i les Ciències de 1910 a 1911 i president de la Societat Americana de Folklore de 1907 a 1909. Va ser professor a la Universitat Harvard des de 1916 i membre de la Comissió Interamericana per Negociar la pau (1916-1918) a París. El professor Dixon ha contribuït a nombroses revistes antropològiques i etnològiques.
Dixon fou el primer estudiant de doctorat de Franz Boas a la Universitat Harvard, i els primers treballs de Dixon representen alguns dels primers treballs inspirats pels punts de vista de Boas sobre la cultura. No obstant això, Boas no va articular plenament els seus punts de vista sobre la cultura fins a 1911, de manera que el treball de Dixon està menys influenciat per les opinions boasianes que molts dels estudiants després de Boes. Els punts de vista de Boas i de Dixon de la cultura es van enfrontar en nombroses ocasions, en particular sobre si les cultures modernes "Edat de Pedra" podrien ser utilitzades com a anàlegs de les cultures arqueològiques prehistòriques. Boas s'oposà fermament a aquesta idea.
L'enfocament de Dixon cap a les cultures era geogràfic en l'orientació i generalment veia les cultures com a entitats estàtiques, amb canvis induïts sobretot per la migració. L'enfocament geogràfic històric de Dixon no va ser recollit per cap dels antropòlegs posteriors. Dixon va tenir una personalitat freda i exigent, com s'ha assenyalat per altres antropòlegs en els seus obituaris. L'antropòleg Alfred Tozzer el va descriure com que tenia una actitud de "imparcialitat antipàtica, de condemna despietada, o d'aprovació individual."

## Obres
- Maidu Myths (1902)
- The Chimariko Indians and Language (1910)
- Maidu Texts (1912)
- Oceanic Mythology (myths of the Indonesian, Oceanian, Australian region, published in 1915)
- Racial History of Man (1923)